# Павлос Каллігас

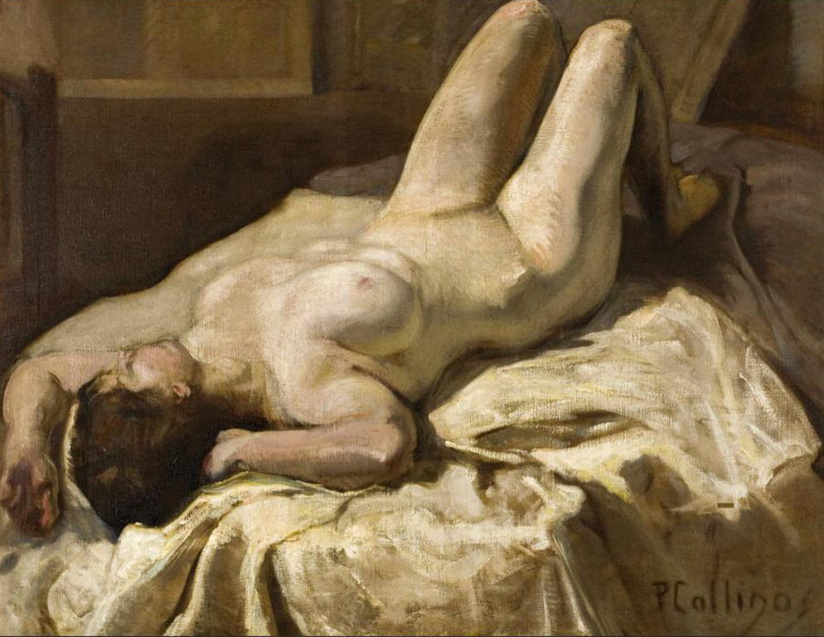
«Оголена»

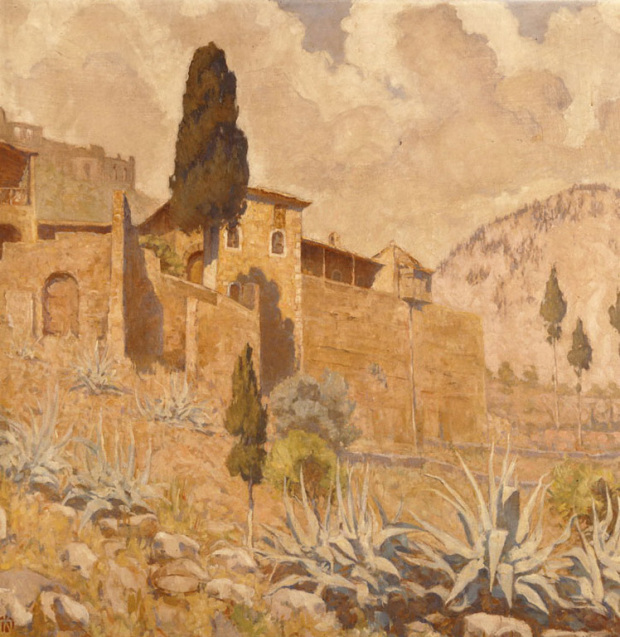
«Містра»

Павлос Каллігас (грец. Παύλος Καλλιγάς; нар. 1883 Лондон, Велика Британія — пом. 1942 Афіни, Греція) — грецький художник першої половини 20-го століття.

## Життєпис
Павлос Каллігас народився в 1883 році в Лондоні. Його батьком був відомий грецький політик і містобудівник Петрос Каллігас (1856—1940). Його мати, Іюлія Ралі, була з відомої хіоської родини комерсантів і судновласників Ралліс. Павлос був онуком своєму тезці, відомому юристу, економісту, історику, письменнику і міністру. Каллігас закінчив Оксфордський університет, факультет хімії. Але в 1907 році він поїхав до Мюнхена, де вступив до Академії мистецтв і вчився живопису у Габріеля Хакла. Каллігас оселився в Греції в період Балканських воєн, в 1912-1913 роках, побувавши перед цим в Лондоні і Парижі. У 1917 році він взяв участь виставці «Союзу грецьких художників».
У період 1922-1928 роки він містив майстерню в Плака (Афіни), разом з Периклом Візантіосом і Фокіон Роком. У 1931 році Каллігас виставляв свої роботи разом з «Групою Мистецтво». У 1934 і 1936 роках Каллігас взяв участь у Венеціанській бієнале. Художник взяв також участь в Всегрецькій виставці 1938 року.

### Особисте життя
Художник був двічі одружений і мав двох дітей: дочку Майю Каллігас і сина Петроса Каллігаса.

### Смерть і надбання
Павлос Каллігас помер в 1942 році в Афінах, під час германо-італо-болгарської окупації Греції. Каллігас писав в основному пейзажі і портрети, залишивши після себе обмежену кількість робіт імпресіоністської і постімпресіоністської манери. Роботи художника зберігаються в Національній художній галереї Греції. Виставка ретроспектива робіт художника відбулася в 1961 році в галереї «Зігόс» (грец. Ζυγός — Терези).